# Denise Crosby
Denise Michelle Crosby (Hollywood, 24 de novembro de 1957) é uma atriz dos Estados Unidos de cinema e televisão.
No cinema interpretou papéis como a de Rachel Creed no clássico do terror de Stephen King, Pet Sematary. 
Na televisão, ficou famosa ao interpretar a tenente Natasha Yar, do seriado Jornada nas Estrelas — a nova geração. Nessa mesma série, interpretou a suposta filha da personagem, a romulana Sela.
Denise produziu dois filmes (Trekkies e Trekkies 2), sobre os aficionados mais pitorescos.